# Schmierfink
Schmierfink ist ein umgangssprachlich verwendetes Schimpfwort, das sich sicher ab dem 19. Jahrhundert nachweisen lässt.
Bereits seit dem Ende des Mittelalters ist „Fink“ als vermeintlich schmutziger Vogel, der in Pferdekot pickt (Schmutz-, Dreck- und Mistfink), als Scheltwort und als Spottname für einen „unsoliden, ungeregelt lebenden Menschen“ belegt und wurde seit der Mitte des 16. Jahrhunderts unter anderem zur Bezeichnung für Landstreicher gebraucht. In der Schweiz bezeichnete man im 19. Jahrhundert „pfiffige, schlimme, lustige auch boshafte Menschen“ als „Fink“, und noch heute ist dort der „Fink“ gebräuchlich für einen Lumpen und Schuft.
Das Verb „schmieren“ hat in dem Kompositum Schmierfink zwei eindeutig abwertend gemeinte Aspekte: Im Sinne des Moralisch-Sittlichen bezeichnet es einen unsittlichen und unmoralischen Menschen. Im Sinne des Schreibens wird damit ein unsauber schreibendes, sich selbst oder Gegenstände beschmutzendes Kind diffamiert. Hinzu tritt die Bezeichnung für Menschen, die öffentliche Gebäude oder Einrichtungen mit obszönen oder aus der Zeit des Nationalsozialismus und der SED-Diktatur stammenden Parolen beschmieren.

## Wortbedeutung und -aspekte
Laut Heinz Küpper wird das Wort Schmierfink etwa seit dem Jahr 1800 zur Bezeichnung eines schmutzigen Menschen oder einem der Schmutz macht benutzt. Lexikalisch nachweisen lässt es sich unter anderem für 1833 in der Oekonomisch-technologischen Encyklopädie von Johann Georg Krünitz, in der der Schmierfink in einer Aufzählung von Spottnamen noch ohne nähere Erläuterung erscheint und bei den Brüdern Grimm, die das Wort unter dem Lemma Schmierfinke in ihrem Deutschen Wörterbuch als Bezeichnung für einen schmutzigen Menschen erwähnen. Ab etwa 1870 kann es auch einen schlechten Kunstmaler bezeichnen.

### Wortaspekt des Schmierens für sittlich-moralische Verfehlungen
Auch seit etwa 1800 wird die Wortbedeutung erweitert um einen Mann, der sich „im sittlichen Schmutz wohl fühlt“; dieser sittlich-moralische Aspekt des Finken ist bereits für die Mitte des 16. Jahrhunderts in den Fastnachtsspielen des Hans Sachs belegt, der den Begriff „Finkenstrich“ für das frühneuzeitliche Äquivalent des Straßenstrichs verwendet.
Ebenfalls sittlich konnotiert ist ab etwa 1960 die Verwendung des Wortes Schmierfink für einen anonymen Verfasser obszöner Briefe oder Pornografen.

### Wortaspekt des Schmierens als Schreiben
Ab etwa 1850 erfährt das Wort eine Bedeutungserweiterung, indem es einen Skandaljournalisten, gewissenlosen Zeitungsschreiber oder böswilligen Kritiker, allgemein einen, der in diffamierender oder abstoßender Weise publiziert, bezeichnen kann. Abgeleitet wird hiervon auch das Schimpfwort „Schmierenpresse“ für einen Journalismus ohne Sorgfalt (Schmieren nimmt hier auch Bezug auf verschmierte Druckerschwärze als Zeichen eines billigen und schnellen Druckes).
Der abwertende Nebenaspekt des Verbs „schmieren“ im Sinne von besudeln kommt in der modern gebräuchlichen Verwendung des Schmierfinken als Bezeichnung für Kinder, die sich selbst beschmutzen und beschmieren oder aber unsauber schreiben, zum Tragen. Als Schmierfink wird auch der bezeichnet, der „Wände oder Türen mit hetzerischen (besonders in öffentlichen Toiletten) obszönen Äußerungen beschmiert.“
Ab dem Jahr 1959 lässt sich das Wort zudem als Bezeichnung eines Farbattentäters nachweisen oder aber eines Menschen der politische – speziell aus der Zeit des Nationalsozialismus stammende Parolen oder Symbole – auf Kirchen, Ehrenstätten und Gräber aufbringt.